# Assan Toqtaqynow
Assan Qutlyquly Toqtaqynow (kasachisch Асан Құтлықұлы Тоқтақынов, russisch Асан Кутулукович Тахтахунов Assan Kutulukowitsch Tachtachunow; * 25. September 1986 in Alma-Ata) ist ein ehemaliger kasachischer Skispringer.
Toqtaqynow sprang erstmals am 25. Juli 2003 im Rahmen des Continental Cups (COC) in Salt Lake City. Bereits in seinem ersten Springen konnte er seine ersten COC-Punkte gewinnen, da er auf Platz 26 sprang. Am 29. November 2003 sprang er erstmals im Skisprung-Weltcup. Im Springen von der Großschanze in Kuusamo erreichte er Platz 49. Am 10. Januar 2004 konnte er beim Springen im finnischen Lahti erstmals mit Platz 27 Weltcup-Punkte gewinnen. Bei der Junioren-Weltmeisterschaft 2004 in Stryn erreichte Toqtaqynow, der zwischenzeitlich auch wieder im Continental Cup antrat, auf der Normalschanze 26. Platz. Am 14. März 2004 konnte er in Oslo mit einem 29. Platz noch einmal Weltcup-Punkte gewinnen. Es war jedoch seine bislang letzte Platzierung innerhalb der Punkteränge. Am Ende der Weltcup-Saison 2003/04 stand er auf dem 70. Platz in der Gesamtwertung. In den folgenden Jahren konnte er weder im Continental Cup noch im Weltcup nennenswerte Ergebnisse zielen und wurde so aus dem A-Nationalkader gestrichen, verblieb jedoch im Continental-Cup-Kader. Bei der Nordischen Skiweltmeisterschaft 2005 in Oberstdorf erreichte er mit dem kasachischen Team gemeinsam mit Iwan Karaulow, Nikolai Karpenko und Radik Schaparow den 11. Platz auf der Normal- und der Großschanze. Auf der Normalschanze konnte das Team dabei sogar die Norweger, die zum Favoritenkreis gehörten, hinter sich lassen, nachdem der Norweger Sigurd Pettersen im ersten Durchgang schwer gestürzt war.
Zur Nordischen Skiweltmeisterschaft 2007 im japanischen Sapporo konnte das Team auf Platz 11 springen, nachdem sie im Weltcup-Springen in Willingen zuvor Sechster geworden waren. Bei der Skiflug-Weltmeisterschaft 2008 in Oberstdorf erreichte er mit dem Team jedoch nur den 13. Platz.
Seit der Skiflug-Weltmeisterschaft konnte Toqtaqynow keinerlei Erfolge mehr erzielen und sprang meist im Continental Cup nur auf die hinteren Ränge. Bei Weltcup-Springen, für die er nominiert wurde, schied er bereits in der Qualifikation aus. Auch im Sommer 2010 blieb er im Continental Cup erneut ohne Punkterfolg. Das beste Ergebnis war ein 37. Platz in seiner Heimat Almaty.